# Herm Hedderick
Herman Arthur Hedderick, detto Herm (Erie, 10 gennaio 1930 – Latrobe, 20 agosto 2014), è stato un cestista e giocatore di baseball statunitense, professionista nella NBA.

## Carriera

### College
Nei suoi quattro anni di college ha giocato sia a baseball che a basket; con la squadra di basket ha avuto una media complessiva nell'arco dei quattro anni di 16,5 punti, con un massimo di 31 punti in una partita contro Niagara. A fine carriera è stato inserito nella Hall of Fame del Canisius College.

### Professionista
È stato scelto dai Boston Celtics nel Draft NBA 1952. Senza aver mai giocato con i Celtics, venne ceduto nell'agosto del 1953 ai Baltimore Bullets, insieme a Mo Mahoney, Jim Doherty e Vernon Stokes, in cambio di Don Barksdale. Non giocò nemmeno a Baltimore e, dopo il fallimento dei Bullets, venne selezionato nel dispersal draft del 1954 dai Rochester Royals. Ha giocato 5 partite nei New York Knicks nella stagione 1954-55, per complessivi 23 minuti, nei quali ha segnato 4 punti e catturato 4 rimbalzi.